# Konrad Hoffmann (Theologe)
Konrad Hoffmann (* 5. September 1867 in Berlin; † 24. Februar 1959 in Korntal) war ein deutscher evangelischer Geistlicher.

## Leben
Von 1873 bis 1881 besuchte er die Volksschule und Lyzeum in Ludwigsburg und von 1881 bis 1885 das Seminar Maulbronn und Blaubeuren. Nach dem Theologiestudium (1886–1891) in Tübingen war er von 1892 bis 1894 Vikar in Stuttgart. Von 1894 bis 1896 war er Repetent im Stift in Tübingen. Nach der Promotion 1894 zum Dr. phil. in Tübingen war er von 1904 bis 1947 Vorsitzender des Württembergischen Hauptvereins der Gustav-Adolf-Stiftung. Von 1904 bis 1917 war er Hofprediger in Stuttgart. Von 1917 bis 1918 war er Oberhofprediger und Mitglied des Konsistoriums mit Titel Prälat. 1930 erhielt er das Ehrendoktorat der Theologie in Tübingen. 1939 trat er in den Ruhestand.
Er war Mitglied der Verbindung Normannia Tübingen.
Sein Sohn war der Bibliothekar Wilhelm Hoffmann.  